# Wouter van Roon
Wouter van Roon (Den Haag, 2 maart 1941) is een Nederlands pianist en producer uit Den Haag.
Wouter van Roon wordt in Den Haag geboren op 2 maart 1941. In de jaren zestig leidt hij een jazztrio met o.a. slagwerker Johnny Engels sr. en begint als producer bij het bureau van Paul Acket. Als jurylid vertegenwoordigt van Roon Nederland als jurylid tijdens internationale pop,- en muziekfestivals zoals het Sopot festival in Polen in 1970 en het internationale songfestival in Split in het voormalige Joegoslavië in 1972. In 1976 wordt van Roon benoemd tot chef lichte muziek bij de NOS afdeling radio. Hij organiseert jazzfestivals waaronder de New Port jazz Festivals in Rotterdam, het Laren Jazz Festival en presenteert het North Sea Jazz Festival in Den Haag. Hij maakt diverse producties met het Metropole Orkest. Daarnaast produceert hij in 1976 rondom het Holland Festival de voorstellingen Parcival en Tribute to Duke Ellington met Chris Hinze. Na zijn functie voor de NOS is van Roon werkzaam voor de conservatoria van Den Haag en Rotterdam. Wouter van Roon trouwt op 25 augustus 1966 met beeldhouwster Wibbine Telders en krijgt met haar twee zonen; pianist Marc van Roon en drummer Ruben van Roon.